# Dorcadion heyrovskyi
Dorcadion heyrovskyi là một loài bọ cánh cứng trong họ Cerambycidae.